# Sayf-ad-Dawla (hamdànida)
Abu-l-Hàssan Alí ibn Abi-l-Hayjà ibn Hamdan ibn al-Hàrith Sayf-ad-Dawla at-Taghlibí (àrab: أبو الحسن علي بن أبي الهيجاء بن حمدان بن الحارث سيف الدولة التغلبي, Abu l-Ḥasan ʿAlī b. Abī l-Hayjāʾ b. Ḥamdān b. al-Ḥārit̲h̲ Sayf ad-Dawla at-Taḡlibī), més conegut simplement pel seu làqab com Sayf-ad-Dawla (22 de juny de 916 - 9 de febrer de 967) fou el primer emir hamdànida d'Alep (945-967). Fou també emir de la Jazira o Síria del nord, de Mayyafarikin, i de la Jazira occidental (Diyar Bakr i Diyar Mudar). Era germà de Nàssir-ad-Dawla de Mossul.

## Joventut
L'autoritat a Bagdad estava en mans de l'emir Ibn Ràïq, però a Mossul i al Diyar Mudar i Diyar Bakr estava en mans d'al-Hasan ibn Abd Allah ibn Hamdan conegut més tard com Nàssir-ad-Dawla, que el 936 va concedir al seu germà (que tenia uns 20 anys) el govern del Diyar Bakr si l'ajudava a sotmetre a un oficial daylamita de nom Ali ibn Djafar, el seu delegat a Mayyafarikin, que l'any anterior s'havia revoltat i apoderat de la regió; Ali va aconseguir que els senyors feudals armenis no donessin suport a Ibn Djafar i va oferir a aquest l'aman (perdó) amb consentiment del seu germà, liquidant la revolta; llavors Nasir al-Dawla li va prometre el Diyar Múdar, del que el 935 s'havien apoderat els qaysites, numayrites i kushayrites, i un oficial del califa, i el 937 va prendre oficialment possessió d'aquest govern. El 939/940 Ali va convocar als prínceps armenis i georgians, cristians i musulmans, a la riba del llac Van, i va obtenir la seva submissió i la promesa d'ajut per garantir la seguretat de Jazira, que va controlar de manera eficaç mitjançant una xarxa de fortaleses entre la frontera romana d'Orient i les rutes cap a Síria, l'Iraq, el Caucas i la mar Càspia. El 938 Ibn Ràïq fou enderrocat pel seu lloctinent Bàjkam, i enviat com a governador a la Síria del Nord o Jazira, que fou segregada administrativament del govern d'Egipte-Síria, i que els ikhxídides dominaven des del 935/936 però que fou una zona disputada i en part des de 937 la dominava Sayf-ad-Dawla. Ibn Ràïq va governar a Síria del Nord dos o tres anys.
Ibn Raik va voler recuperar el favor del califa recuperant Egipte de mans dels ikhxídides. El 939 va envair Palestina i a finals d'any va derrotar a Muhàmmad ibn Tughj al-Ikhxid a al-Arish, però els ikhxídides es van recuperar i el 940 van empènyer a Ibn Ràïq cap al nord fins a Ladjdjun on els dos exèrcits es van enfrontar en una batalla indecisa el 24 de juny de 940, en la qual va morir Abu-Nasr Husayn ibn Tughj, un dels germans de l'emir Muhàmmad ibn Tughj. Ibn Ràïq va trobar el cos i va reaccionar honorablement enviant al seu fill de 17 anys Abu-l-Fat·h Muzahim, a l'emir ikhxídida, perquè fes amb ell el que considerés convenient. Però Muhàmmad ibn Tughj no va prendre venjança, va donar robes esplèndides al jove, i el va casar amb la seva filla Fàtima. Aquest doble gest va portar la pau a les dues parts que van acordar que els ikhxídides governarien el sud de Palestina i Ibn Raik el nord amb un tribut de 140.000 dinars anuals que pagaria el govern egipci. Vers el 940 o 941, mentre Ali (Sayf-ad-Dawla) i son germà Hasan (Nasir al-Dawla) combatien a Armènia, els ikhxídides d'Egipte es van estendre cap al nord i Ibn Ràïq va abandonar Damasc el 941 per anar a Bagdad a intentar recuperar el poder suprem; Bàjkam havia mort (941) i va agafar el poder breument Abu Abd Allah Ahmad ibn al-Baridi que fou enderrocat pel daylamita Kurankidj o Kurankidji (941) però Ibn Ràïq va poder ocupar el seu lloc el setembre del 941; va governar uns mesos fins que fou assassinat l'abril del 942 per l'hamdànida al-Hasan ibn Abd Allah. Sembla que el tractat amb l'emir d'Egipte fou respectat en aquest temps.

## Síria hamdànida
Després de l'assassinat de l'amir al-umara del califa de Bagdad, Ibn Ràïq (abril del 942), al-Hasan ibn Abd ibn Abd Allah ibn Hamdan de Mossul va agafar el seu lloc i va provar d'obtenir el govern del Diyar Mudar i Síria del nord, nominalment sota el califat, separant-ho del domini ikhxídida; va rebre el làqab (títol) de Nasir al-Dawla (Nàssir al-Dawla) i va enviar gent a la zona, ocupant fàcilment la vall del Balikh, Haran i Rakka, però no va poder obtenir el control complet o, quan el va obtenir, sovint els seus enviats es van haver de sotmetre l'emir ikhxídida d'Egipte, i els que restaren fidels van enfrontar al governador de Rahba (Adl al-Bajkamí) i als Banu Numayr (numayrites). Al-Bajkamí tenia el suport encobert dels ikhxídides i amb contingents daylamites va poder atacar Nisibin on es va apoderar del tresor d'Ali. En aquest any aquest va obtenir del califa de Bagdad (on el seu germà era ara amir al-umara) el títol de Sayf-ad-Dawla («espasa de la dinastia») per l'ajut en la lluita contra Abu-l-Hussayn al-Baridi de Bàssora que també aspirava al poder a Bagdad i al que va derrotar a al-Madain. Segurament fou nomenat valí de Wasit i va enfrontar a Ahmad ibn Ali al-Kufi, antic wazir d'Ibn Ràïq que administrava la província. Mentre Adl fou capturat per Abu-Abd-Al·lah al-Hussayn ibn Saïd ibn Hamdan (germà del poeta Abu-Firas) i executat a Bagdad (maig del 943). Abu-Abd-Al·lah va rebre llavors l'encàrrec de Nasir al-Dawla d'ocupar la Síria del nord i el Diyar Mudar.

## Fundació de l'emirat d'Alep
El 943, a causa d'una qüestió de sous, Sayf-ad-Dawla es va enfrontar a la guàrdia turca dirigida per l'oficial turc Tuzun (943) i com que el seu germà no el podia ajudar, ja que al seu torn tenia problemes a Bagdad, i l'ajut samànida i ikhxídida (els ikhxídides aspiraven a Mossul) li fou refusat, es va haver de retirar cap a Bagdad i d'allí, d'on el seu germà Nasir al-Dawla ja havia fugit, cap a Mossul; el càrrec d'amir al-umara a Bagdad era ocupat ara pel turc Tuzun, i Sayf-ad-Dawla va anar a trobar al seu germà a Mossul. Mentre Abu Abd Allah, després de conquerir Rakka per assalt, va entrar a Alep sense oposició el 943/944. Sayf-ad-Dawla aspirava a aquest govern i no va rebre amb simpatia el triomf del seu parent. Enviat a Nisibin, va haver de combatre els numayrites a al-Daliya, però traït per les seves forces àrabs l'hivern del 943 al 944, fou derrotat per les forces de Tuzun diverses vegades. Però mentre Tuzun estava absent de Bagdad, una conspiració va amenaçar la vida del califa que va fugir a territori hamdànida (tardor del 943) i es va establir a al-Rakka (Raqqa); Sayf-ad-Dawla es va reunir a Rakka amb el califa amb la pretensió de ser nomenat amir al-umara, però el califa se li va mostrar hostil; Sayf va fer matar el seu rival Muhammad ibn Inal al-Turdjuman; Nasir al-Dawla, va iniciar una segona campanya però aviat va fer les paus amb Tuzun i Sayf-ad-dawla va acabar reconeixent el domini de Tuzun a l'Iraq, a Sinn i a Bàssora; Nasir al-Dawla va renunciar a ser amir al-umara a canvi de ser reconegut governador de Jazira, Síria del Nord i Mossul. Llavors el califa va demanar ajut a l'emir ikhxídida d'Egipte Muhammad ibn Tughdj; aquest va arribar a Alep l'estiu del 944 (la ciutat fou abandonada sense lluita pel governador Abu Abd Allah al-Husayn ibn Said ibn Hamdan, i el setembre l'egipci es va presentar amb tropes a al-Rakka, fent homenatge al califa i portant valuosos regals, però les negociacions entre l'emir i el califa no van donar resultat (es diu que l'emir oferia només al califa refugiar-se a Egipte fora l'abast de Tuzun a canvi de Síria, però no estava disposat a embarcar-se en una guerra a l'Iraq, però altres versions en canvi donen la culpa al califa i diuen que si que va concedir la Jazira i Síria del nord a l'emir però no va aconseguir res efectiu d'aquest) i el ikhxídida se'n va entornar. El califa llavors es va posar en mans de Tuzun que li va fer el jurament més solemne i sagrat de la seva fidelitat. Per la seva banda els germans Nasir al-Dawla i Sayf-ad-Dawla es van reconciliar després d'un temps en què s'havien distanciat i el primer, per por que l'aliança del califa i l'emir egipci es fes en detriment seu (el califa podria donar les zones de Diyar Mudar i Síria del nord a l'egipci si és que no ho havia fet), va suggerir al segon que anés a Síria i agafés el control del país on no podia trobar oposició després de la retirada ikhxídida cap al sud i d'Abu Abd Allah cap al nord-est (a més aquest va renunciar al seu govern en favor de Sayf-ad-Dawla). Sayf-ad-Dawla va decidir ocupar Alep i Damasc. Poc després Tuzun, tot i les seves promeses, va deposar i cegar al califa al-Muttaqí i va posar al tron al seu cosí al-Mustakfí de 41 anys (setembre/octubre del 844). El nou califa abbàssida va estar completament supeditat al que decidia Tuzun i per això va buscar també la protecció de l'emir ikhxídida contra l'amir al-umara.
Els generals de l'egipci a la Síria del nord aviat foren expulsats sense gaire lluita per Sayf-ad-Dawla Ali ben Abul Haydja Abd Allah ben Hamdan, amb l'ajut dels soldats i diners que li va donar son germà Nasir al-Dawla de Mossul. L'octubre del 944 va entrar a Alep, sense lluita, col·laborant amb la principal tribu de la regió els Banu Kilab o Kilabites manats per Abu l-Fath Uthman ibn Said ibn al-Abbas ibn al-Walid al-Kilabi, que li va donar suport. El governador ikhxídida d'Alep, Abu l-Abbas Ahmad ibn Said ibn al-Abbas ibn al-Walid al-Kilabi, germà del xeic kilabita, va canviar la seva fidelitat. El xeic i Sayf-ad-Dawla van fer un recorregut per la regió i es van assegurar el control, dictant mesures per la prosperitat dels pobles. Sayf-ad-Dawla va anunciar que reclamava també Homs i Damasc. Tuzun va morir l'agost del 945 i el va substituir Ibn Shirzad.
El 945 Sayf-ad-Dawla va derrotar un exèrcit ikhxídida dirigida per l'eunuc negre Kafur al riu Rastan (al sud d'Hamat), fent milers de presoners, i va ocupar Homs. Va seguir cap a l'Antilíban arribant a Ayn al-Djarr a la Bekaa, i d'allí va enviar una carta a Damasc demanant la submissió, i poc després entrava a la ciutat. L'emir ikhxídida va sortir d'Egipte l'abril del 945 amb un exèrcit i va enviar una ambaixada que va proposar a Sayf-ad-Dawla reconèixer-li la Síria del nord i els junds de Kinnasrin i Homs; els ikhxídides van avançar cap al nord i van establir el seu campament a Tibèrias; els habitants de Damasc eren hostils a Sayf-ad-Dawla que va haver d'evacuar la població i lliurar batalla als seus enemics (maig/juny de 945); llavors molts homes de Sayf-ad-Dawla es van passar al camp ikhxídida i finalment aquests van vèncer prop de Kinnasrin per un estratagema i es va acordar una treva. Sayf-ad-Dawla es va retirar a Rakka i els ikhxídides van devastar la regió d'Alep. L'octubre es va negociar una pau basada en la proposta ikhxídida de l'abril, amb la medicació principal del xerif husaynita Abu Muhammad al-Hasan ibn Tahir ibn Yahya al-Nassaba; l'acord establir un repartiment de Síria quedant pels ikhxídides Trípoli, Baalbek, Labwa i Damasc, i per Sayf-ad-Dawla Alep, Homs, Arka i Djusiya; a canvi de la renúncia a Damasc Egipte pagaria un tribut anual i Sayf-ad-Dawla es casaria amb una filla d'Ubayd Allah ibn Tighdj, germà de l'emir Muhàmmad ibn Tughj al-Ikhxid; el califa va confirmar a Sayf-ad-Dawla la possessió de Síria del nord i el seu làqab (primavera del 946).
L'emir ikhxídida Muhàmmad ibn Tughj al-Ikhxid va morir a Damasc el juliol de 946 i llavors Sayf-ad-Dawla ho va tornar a provar i va avançar al sud cap a Palestina i el 22 de desembre de 946 va lliurar la decisiva batalla d'Iksal a Galilea i va ser derrotat per segona vegada per Kafur regent de facto, cap de les forces egípcies ikhxídides manades oficialment per Hasan ibn Tughj i per Unudjur (Anukur), germà i fill respectivament del difunt Muhammad. Kafur va entrar a Damasc sense resistència. Sayf-ad-Dawla es va retirar cap a Homs i després va seguir la ruta oriental per Kara, que era difícil l'hivern. A la primavera del 947, després de reunir noves forces entre numayrites, kilabites i kalbites, Sayf-ad-Dawla va tornar cap a Damasc però fou altre cop derriotat i rebutjat i els ikhxídides entraven a Alep el juliol del 947. A la tardor però Sayf-ad-Dawla recuperava la seva capital i poc després es va fer una pau definitiva entre Sayf-ad-Dawla i Unudjur pel qual bàsicament es confirmava l'anterior i Alep, Homs (Hims) i Kinnasrin li eren reconeguts a Sayf junt amb el territori dels Awasin (la marca fronterera amb l'Imperi Romà, que havia ocupat l'any anterior); a això s'afegien el Diyar Bakr i gran part del Diyar Mudar que governava per compte de son germà de Mossul i així va sorgir definitivament l'emirat hamdànida d'Alep, formalment supeditat al de Mossul però en la pràctica independent. Damasc quedava definitivament per Egipte sense haver de pagar cap tribut. Els egipcis consideraven poc important el territori hamdànida que a més els era costós de mantenir, puix que feia frontera amb l'Imperi Romà. Sayf-ad-Dawla tenia capital a Alep i segona capital a Mayyafarikin on va fer diverses construccions civils i militars (més que a Alep). Sayf-ad-Dawla va mostrar gran respecte pel seu germà gran Nasir al-Dawla al que considerava com una mena de superior no tan sols per Diyar Mudar i Diyar Bakr, sinó també per la resta, com a sènior hamdànida i perquè el califa de fet només reconeixia a Nasir al-Dawla al nord i nord-oest de l'Iraq, sense diferenciar territoris d'un i altra germà. Va visitar la Jazira algunes vegades sent la primera visita la que va fer el 950 amb 7.000 soldats, en la qual va anar a Rakka i Mayyafarikin (on havien mort poc abans la seva mare Num i el seu fill Abu l-Haydja Abd Allah) retornant a Alep per Amida (Armènia).

## Lluita contra els beduïns a Síria
La seva tasca principal a partir de llavors fou la lluita amb els romans d'Orient a la frontera, tot i que també va haver de lluitar contra tribus rebels a l'interior de Síria. Els tayyites i kalbites dominaven la regió d'Homs; els qaysites, ukaylites, numayrites, kilabites, kabites i kushayrites dominaven la regió entre l'Orontes i l'Eufrates i arribaven fins al Diyar Mudar més enllà del riu. Els Banu Tanukh (sedentaris) dominaven a Maarrat al-Numan i els bahra iemenites estaven establerts al litoral junt amb grups kurds. vers el 948 Sayf-ad-Dawla es va apoderar del castell de Barzuyah que dominava un bandit kurd; el 949 va actuar a la vall de l'Orontes aliat als bahra i als kalbites contra els kilabites i els tayyites que s'havien revoltat instigats per l'agitador càrmata Ibn Hirrat al-Ramad al-Kharidji conegut per al-Hadi o Sahib al-Kalb al-Mubarka; aquest va portar la lluita a la Síria central i va fer presoner al governador d'Homs, Abu Wail, però va acabar derrotat per Sayf-ad-Dawla i Ibn Hirrat va morir a la lluita (Abu Wail fou alliberat). Altre cop els càrmates amb suport dels ukaylides es van revoltar el 950 però la zona més afectada fou la regió de Damasc. Grups kaysites es van revoltar entre 950 i 954 sent reprimits moderadament. El 955 va esclatar una revolta social al sud-est d'Alep a les region del llac de Djabbul i de Kinnasrin, en la qual participaven diversos grups dels nòmades iemenites, kaysites i kalbites, que fou reprimida el juny del mateix any. Els numayrites foren expulsats cap al Diyar Mudar (a la zona d'Haran) on van fundar un petit principat al segle XI; els kalbites es van retirar a Palmira (Tadmur) i l'estepa entre Homs i Damasc; els tayyites es van refugiar al Djawlan i als altiplans de Transjordània, i els kaysites en part foren eliminats i en part expulsats al nord de l'Eufrates; els kilabites foren els quals van sortir millor parats de l'afer i els únics que van conservar uan certa influència a Síria del nord, i de manera oportuna es van acostar als hamdànides i es van posar al seu servei. Els governs de les diverses places fortes foren concedits a parents de Sayf-ad-Dawla. Son cosí Abu Firas ben al-Harith Abul Ala Said fou nomenat governador de Manbij i va establir allí (i després a Homs) una cort freqüentada per poetes. Sayf-ad-Dawla va residir principalment a Alep on es va construir un gran palau; Mayyafarikin fou la segona capital i dependència directe de l'emir.

## Guerra amb l'Imperi Romà d'Orient
Marius Canard dona una descripció detallada de les campanyes de Sayf-ad-Dawla contra els romans d'Orient, sobre la base d'una anàlisi detallada de les fonts àrabs, gregues, siríaques i armènies. La tàctica de Sayf-ad-Dawla era principalment defensiva, amb fortificació de places, construcció de fortaleses per protegir els llocs amenaçats pels grecs, i curtes però mortíferes expedicions a Anatòlia destruint i cremant les viles, massacrant població i emportant-se als infants. Les forces hamdànides estaven formades en majoria per daylamites i seguien els turcs, els kurds, els àrabs i els negres. Sayf-ad-Dawla ja havia fet la seva primera expedició contra l'Imperi Romà el 936, molt abans de ser emir, per avituallar Samòsata (Sumaysat) que va caure en mans gregues poc després; el 938 apareix en una altra expedició en què va derrotar el domèstic Joan Curcuas que dirigia un exèrcit important; el 939/940 apareix operant a Armènia per aconseguir el suport dels emirs armenoàrabs, campanya en la qual va adquirir la reputació de ghazi i campió de la gihad. Ja en el poder a Alep va fer operacions a la frontera l'hivern del 945 i la tardor del 946, però no van passar de petites escaramusses o intercanvis de presoners. Les lluites serioses van començar a la tardor del 947 (després del tractat amb Kafur). Moltes de les lluites van tenir per teatre la Cilícia i mai es van desenvolupar per mar (tot i que dominava la zona costanera de Síria del nord). Entre 947 i 957 fou generalment victoriós però en canvi de 961 a 967 fou generalment derrotat.
Entre 947 i 950 els romans d'Orient havien ocupat Marash i després Kalikala i amenaçaven Tars. Sayf-ad-Dawla va contraatacar i va aconseguir aturar l'avanç grec dirigit pel vell domèstic Bardes Focas. A la tardor del 950 una severa derrota coneguda com la Ghazwat al-musibe (l'expedició de la desgràcia) va posar fi a aquestes campanyes i el mateix emir es va lliurar per poc de la mort. Així el 952 va fer reconstruir diversos llocs a Cilícia per tenir una millor base d'operacions; l'emperador Constantí VII Porfirogènit va enviar una ambaixada a Alep demanant una treva, però no es va arribar a cap acord. El 953 va morir la germana de Sayf-ad-Dawla, de nom Khawla Sitt al-Nas (la seva herència fou destinada al rescat de presoners musulmans).
L'estiu del 953 amb un cos reduït de cavallers, Sayf-ad-Dawla, va aniquilar prop d'al-Hadath l'exèrcit de Bardes Focas, el qual a més va resultar ferit i un dels seus fills, Constantí Focas, va ser fet presoner (i va morir captiu a Alep); una nova oferta de treva fou llavors refusada per l'emir, i a la tardor va derrotar altre cop Focas i va poder reconstruir al-Hadath; els romans d'Orient s'hi van acostar l'estiu del 955 sense aconseguir res. Bardes Focas, considerat un mal estrateg, fou destituït i el seu lloc ocupat pel seu fill Nicèfor Focas (després emperador com a Nicèfor II Focas), estrateg del tema dels Anatòlics, patrici i domèstic, assistit pel seu germà Lleó Focas i l'armeni Joan Tsimiscés. El 956 Sayf-ad-Dawla va fer una incursió a Hisn Ziyad i Tell Bitrik i retornava carregat de botí quan fou atacat per Joan Tsimiscés, però aquest atac fou rebutjat; l'emir va anar a la tardor a Cilícia a donar suport a Tars, que estava amenaçada per la flota grega del tema dels Cibirreotes. L'estiu del 957 Nicèfor Focas va atacar i destruir al-Hadath aprofitant que l'emir havia d'enfrontar a Alep un complot dels seus oficials principals que volien lliurar-lo als romans d'Orient durant una expedició; 180 ghulams foren executats i a altres més de 200 se'ls van tallar mans, peus i llengua; a l'estiu i tardor del 958 Joan Tsimiscés va derrotar prop d'Amida (Armènia) al ghulam txerkès Nadja, favorit de Sayf-ad-Dawla, i va conquerir Sumasyat i Raban, que l'emir va intentar defensar en persona sense èxit. L'exèrcit romà d'Orient posat a les ordes de Lleó Focas va derrotar a l'hivern del 959 a les forces de l'emir i va ocupar diverses fortaleses entre Cilícia i el Diyar Bakr. Nicèfor Focas va anar a Creta que va conquerir entre l'estiu del 960 i la primavera del 961 i Sayf-ad-Dawla va aprofitar per fer una expedició des de Tars però a la tornada Lleó Focas li va infligir una greu derrota (novembre del 960) i diversos governadors de castells fronterers es van passar als romans d'Orient; Ibn Zayyat va llegir la khutba a Tars en nom del califa sense esmentar a Sayf-ad-Dawla.
El 961 el governador hamdànida de Tars, Muhammad ibn al-Husayn ibn al-Zayyat es va revoltar a favor de l'emir ikhxídida Unudjur, però l'intent fou reprimit ràpidament. L'hivern del 961 al 962 Nicèfor Focas va retornar victoriós de Creta i va iniciar l'ofensiva en terres musulmanes i va conquerir Anazarbe (Ayn Zarba), Sis, una cinquantena de pobles més, i els passos del Amanos, a Cilícia, que eren de l'emir d'Alep. Part de la població civil fou massacrada; a l'estiu Sayf-ad-Dawla va poder reconstruir Ayb Zarba però només parcialment. El desembre del 962 Nicèfor va ocupar Marash, Duluk, Aintab i Menbidj i van avançar cap a Alep i l'emir no se'n va assabentar fins que els grecs eren prop d'Azaz; disposava de pocs homes, ja que el gruix de l'exèrcit estava operant a les ordes del ghulam Nadja; Sayf-ad-Dawla va patir una hemiplejia que li va limitar l'activitat, i les forces hamdànides foren derrotades sota els murs d'Alep però la ciutadella defensada per una guarnició daylamita va resistir i els romans d'Orient es van retirar al cap d'una setmana (als darrers dies de l'any) retornant Nicèfor cuita corrent a Constantinoble on va ser proclamat emperador. Sayf-ad-Dawla va instal·lar a Alep als refugiats de Kinnasrin (que finalment va acabar abandonada) en un intent per reconstruir i repoblar la seva capital; després va obtenir alguns petits èxits l'estiu del 963 pero avançat l'any van ser greument derrotat per l'ara domèstic Joan Tsimiscés a la Muntanya de Sang prop d'Adana.
El 963 el governador hamdànida a Haran, Hibat Allah ibn Nasir al-Dawla, fou expulsat pels habitants a causa de la seva rapacitat i es va retirar a Alep on va matar a Abu l-Husayn Ibn Danha, secretari cristià de Sayf-ad-Dawla (que hi tenia plena confiança) i va tractar de revoltar la província a favor de Nàssir al-Dawla; l'emir va enviar contra els rebels al ghulam Nadja i Hibat Allah va fugir amb el seu pare a Mossul; però llavors Nadja va començar a operar pel seu compte, va imposar una forta multa a la ciutat d'Haran i va atacar Mayyafarikin amb la intenció de posar el Diyar Bakr sota control del buwàyhida de Bagdad Muizz al-Dawla; l'esposa de Sayf-ad-Dawla va defensar amb èxit Mayyafarikin i Nadja es va apoderar llavors de diverses fortaleses a Armènia de l'emir de Manazkert, i a la tardor del mateix any va tornar a atacar Mayyafarikin que va assetjar però altre cop va fracassar i va haver de tornar a Armènia on havia esclatat una revolta als seus nous dominis. L'any 964 Sayf-ad-Dawla va anar a Armènia i va aconseguir sense lluita la submissió del seu ghulam. Contra els romans d'Orient aquest any 964 no hi va haver gaires operacions militars, i Sayf-ad-Dawla va estar greument malalt i a més va enfrontar revoltes menors i la fam s'estenia per Cilícia el que impedia als grans contingents d'operar a la zona; en aquest any va fer aliança amb els càrmates de Bahrayn contra els buwàyhides de Bagdad (enemics de Nàssir al-Dawla de Mossul), i els va enviar les portes de Rakka perquè poguessin fer armes de guerra per fer una campanya contra Egipte i Síria del sud.
A l'hivern del 964 al 965 els romans d'Orient van reprendre l'ofensiva però a causa de la fam els seus efectes no es van notar fins a l'estiu del 965 quan van conquerir Adana, Mopsuestia, Mamistra (965) i Tars (capitulació honorable el 16 d'agost del 965 que va permetre als habitants marxar de la ciutat amb els seus béns); aquesta darrera ciutat va rebre ajut de la marina egípcia sense cap resultat. El mateix 965 es va revoltar el càrmata Marwan al-Ukayli, antic governador del litoral, que es va apoderar d'Homs i va derrotar un exèrcit hamdànida dirigit pel ghulam Badr arribant fins a Alep però fou ferit i va morir poc després. A la tardor del mateix any Abu l-Hasan Rashik ibn Abd Allah al-Nasimi, antic governador de Tars (ara en mans dels romans d'Orient), amenaçat pert un recaptador d'impostos de l'emir, es va apoderar d'Antioquia de l'Orontes i va poder formar un petit exèrcit amb el qual durant tres mesos va assetjar Alep defensada pels ghulams Karghuyah i Bishara, però el rebel va morir a la lluita quan ja dominava una part de la ciutat; el daylamita Dizbar va agafar el comandament de la revolta, va derrotar a Karghuyah, i va ocupar Alep, però la va abandonar per apoderar-se de Síria del nord; Sayf-ad-Dawla va fer llavors un intercanvi de presoners amb els romans d'Orient a Sumaysat, però els alliberats es van unir a Dizbar; aquest 965 van morir dos fills de Sayf-ad-Dawla, de noms Abu l-Makarim i Abu l-Barakat el que li va causar molta pena. Els anys 965 a 966 Sayf-ad-Dawla va residir a Mayyafarikin però el 966 Sayf-ad-Dawla es va fer portar en llitera a Alep per anar a combatre en persona als rebels, el que va aconseguir mitjançant la traíció al daylamita dels kilabites; la repressió fou sagnant; Taki al-Din Muhammad ibn Musa fou nomenat governador d'Antioquia però al cap de poc es va entregar als romans d'Orient amb el tresor local. Els atacs romans d'Orient cap a Mandbidj, Alep i Antioquia (els romans d'Orient van arribar a amenaçar Amida, Dara, Nisibe i Mayyafarikin), van obligar a Sayf-ad-Dawla a retirar-se a Shayzar fins al febrer del 967 quan va retornar a Alep on va morir. Els romans d'Orient es van retirar a finals de l'any. Cilícia fou repoblada amb molts armenis cristians.

## Conquestes a Armènia
El kurd Daysam que residia a Alep des del 943, va marxar a l'Azerbaidjan el 955 i va fer llegir la khutba en nom de Sayf-ad-Dawla però fou derrotat pel musafírida Mazurban, i fou fet presoner pel sobirà armeni de Baspracània Derenik (àrab Ibn al-Dirani), sent entregat al musafírida que el va fer matar. La influència hamdànida a Armènia es va esvair durant uns deu anys però el 965 després de la revolta del ghulam txerkés Nadja abans esmentada (963-964), aquest es va reconciliar amb l'emir i va governar fins a l'hivern del 965 quan fou assassinat a Mayyafarikin per l'esposa de Sayf-ad-Dawla a la que havia injuriat en públic, i l'emir va heretar les fortaleses armènies a la zona del llac Van que el ghulam havia conquerit a Abu l-Ward II ibn Abi Salim (940-964), emir de Manazkert, i les quals va tenir sota el seu domini els següents dos anys. A la mort de Sayf-ad-Dawla el seu nebot Abu Taghlib va dominar el Diyar Bakr i el que va passar amb aquestes fortaleses és desconegut, sospitant-se que van quedar sota un govern local autònom.

## Mort i successió
El febrer del 967 l'emir, que havia patit un atac d'hemiplegia el 962 del que no s'havia recuperat plenament, va morir a Alep, amb 51 anys. Li va succeir el seu úni fill viu Sad-ad-Dawla (tenia també una filla viva de nom Sitt-an-Nas). El cos de Sayf-ad-Dawla fou exhumat i traslladat a Mayyafarikin a un mausoleu al costat de la seva mare i germana

## Visirs i cadis
El seu primer visir fou Abu Ishak Muhammad ibn Ibrahim al-Karariti (abans al servei d'Ibn Ràïq i del califa al-Muttaqí) al que va substituir aviat per Abu Abd Allah Muhammad ibn Sulayman ibn Fadh; el darrer visir fou Abu-l-Hàssan Alí ibn al-Hussayn al-Maghribí.
El cadi d'Alep el 945 era Abu Tahir Ahmad ibn Muhammad ibn Mathil però no li va agradar a l'emir i el va substituir per Abu Husayn Ali ibn Abd Allah al-Rakki (amic del poeta Abu Firas), que va morir a mans dels romans d'Orient el 960 i llavors fou nomenat altre cop Abu Tahir Ahmad ibn Muhammad ibn Mathil que va morir un temps després i el va substituir Abu Djafar Ahmad ibn Ishak al-Hanafi que exercia el 967.